# Rudziniec (gmina)
Rudziniec – gmina wiejska w Polsce położona w województwie śląskim, w powiecie gliwickim. W latach 1975–1998 gmina administracyjnie należała do województwa katowickiego.
Siedziba gminy to Rudziniec.

## Historia
Gmina zbiorowa Rudziniec powstała po II wojnie światowej (w grudniu 1945) w powiecie gliwickim na terenie tzw. Ziem Odzyskanych (tzw. I okręg administracyjny – Śląsk Opolski), powierzonym 18 marca 1945 administracji wojewody śląskiego, a z dniem 28 czerwca 1946 przyłączonym do woj. śląskiego (śląsko-dąbrowskiego).
Według stanu z 1 stycznia 1946 gmina składała się z 6 gromad: Bojszów, Kleszczów, Lacza, Rachowice, Rudno i Rudziniec. 6 lipca 1950 zmieniono nazwę woj. śląskiego na katowickie, a 9 marca 1953 kolejno na stalinogrodzkie. Według stanu z 1 lipca 1952 gmina składała się z 5 gromad: Bojszów, Kleszczów, Łącza, Rudno i Rudziniec. Gmina została zniesiona 29 września 1954 wraz z reformą wprowadzającą gromady w miejsce gmin.
Jednostkę reaktywowano 1 stycznia 1973 w tymże powiecie i województwie. W jej skład weszły obszary 7 sołectw: Bojszów, Brzezinka, Kleszczów, Ligota Kradziejowska, Łącza, Rudno, Rudziniec i Rzeczyce.
27 maja 1975 sołectwo Brzezinka włączono do Gliwic.
1 czerwca 1975 gmina weszła w skład nowo utworzonego (mniejszego) woj. katowickiego (zniesienie powiatów). Od 1999 w woj. śląskim, ponownie w powiecie gliwickim.

## Położenie
Gmina Rudziniec znajduje się w środkowej części powiatu gliwickiego, który położony jest razem z gminą w całości na terenie obszaru Górnośląskiego Okręgu Przemysłowego (GOP). Gmina sąsiaduje z miastami: Gliwice, Pyskowice oraz Kędzierzyn-Koźle, położony w województwie opolskim oraz gminami: Sośniowice, Toszek, Bierawa w powiecie kędzierzyńsko-kozielskim i Ujazd w powiecie strzeleckim.
Gmina Rudziniec według podziału fizycznogeograficznego Kondrackiego znajduje się w całości w makroregionie Wyżyny Śląskiej, leżącym w prowincji Wyżyn Polskich, które rozciągają się od województwa śląskiego aż po podkarpacie. Większość obszaru gminy położona jest w równinnym mezoregionie Obniżenia Bojszowy, natomiast pomniejsze części w regionach: Chełmu oraz Wyżyny Katowickiej.

## Miejscowości
Miejscowości leżące na terenie gminy Rudziniec:
Sołectwa:
- Bojszów
- Bycina
- Chechło
- Kleszczów
- Ligota Łabędzka
- Łany
- Łącza
- Niekarmia
- Niewiesze
- Pławniowice
- Poniszowice
- Rudno
- Rudziniec (wieś gminna)
- Rzeczyce
- Słupsko
- Taciszów
- Widów

1 stycznia 1952 z gminy Rudziniec wyłączono gromadę Rachowice i włączono ją do gminy Sośnicowice.

## Powierzchnia
Według danych z roku 2002 gmina Rudziniec ma obszar 160,39 km², w tym:
- użytki rolne: 47%
- użytki leśne: 40%

Gmina stanowi 24,18% powierzchni powiatu.
Gmina Rudziniec jest drugą co do wielkości gminą wiejską w województwie śląskim (po gminie Jeleśnia).

## Demografia

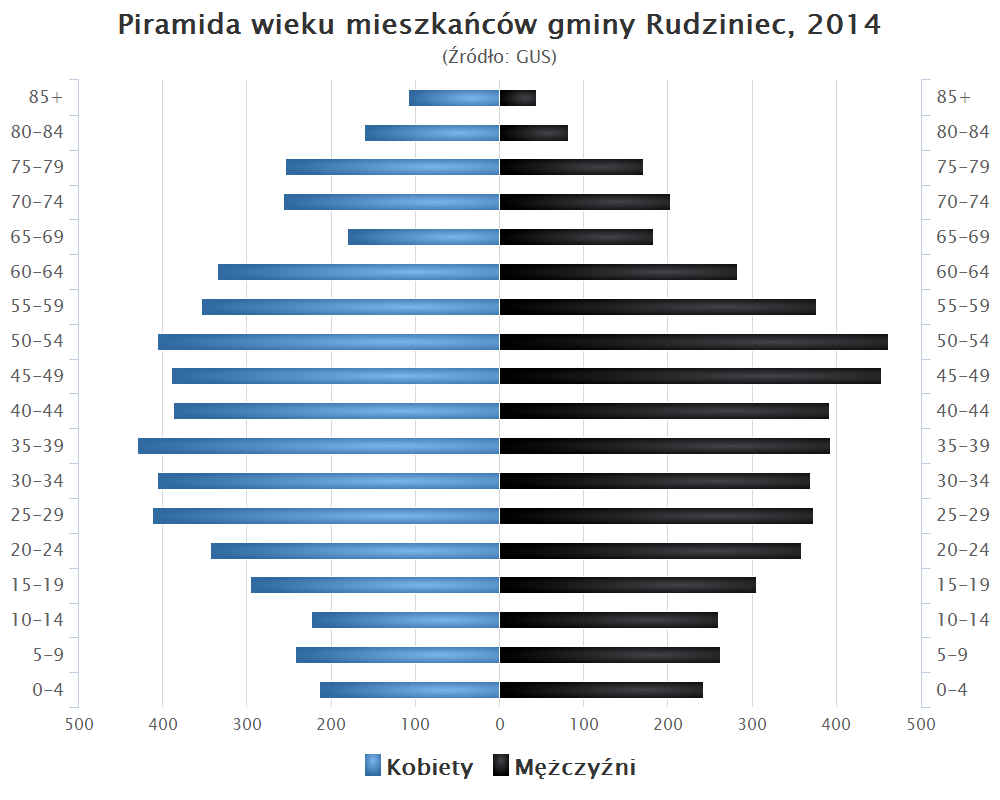
Piramida wieku mieszkańców gminy Rudziniec w 2014 roku

Dane z 30 czerwca 2004:
| Opis                              | Ogółem | Ogółem | Kobiety | Kobiety | Mężczyźni | Mężczyźni |
| --------------------------------- | ------ | ------ | ------- | ------- | --------- | --------- |
| Jednostka                         | osób   | %      | osób    | %       | osób      | %         |
| Populacja                         | 10 692 | 100    | 5499    | 51,4    | 5193      | 48,6      |
| Gęstość zaludnienia [mieszk./km²] | 66,7   | 66,7   | 34,3    | 34,3    | 32,4      | 32,4      |

## Historia
- W październiku 1918 powstała w Rudzińcu polska Rada Ludowa.[potrzebny przypis]
- 1 października 1920 powstało w Rudzińcu Towarzystwo Gimnastyczne „Sokół”.[potrzebny przypis]
- 2–5 czerwca 1921 Rudziniec był siedzibą dowództwa I Dywizji Wojsk Powstańczych w czasie III powstania śląskiego.[potrzebny przypis]

## Zabytki
- Kościół Narodzenia św. Jana Chrzciciela i Matki Boskiej w Poniszowicach – kościół z XV wieku
- Zamek w Pławniowicach – zamek z XIV wieku.
- Zespół pałacowo-parkowy w Pławniowicach – pałac i park z XIX wieku.

## Edukacja
Gmina Rudziniec posiada sieć publicznych placówek oświatowych składającą się z przedszkoli i ośmiu szkół podstawowych.
Szkoły podstawowe:
- Szkoła Podstawowa im. Józefa Bema w Bojszowie
- Szkoła Podstawowa w Bycinie
- Szkoła Podstawowa im. Bolesława Chrobrego w Chechle
- Szkoła Podstawowa w Kleszczowie
- Szkoła Podstawowa w Pławniowicach
- Szkoła Podstawowa w Poniszowicach
- Szkoła Podstawowa w Rudnie
- Szkoła Podstawowa im. św. Jana Pawła II w Rudzińcu

## Turystyka
Przez gminę przebiegają następujące szlaki turystyczne:
- – Szlak Ziemi Gliwickiej
- – Szlak Okrężny wokół Gliwic
- – Szlak Sośnicowicki

## Transport

### Drogowy
Przez gminę Rudziniec przechodzi droga wojewódzka, krajowa i autostrada.
Drogi Wojewódzkie:
- 907

Drogi Krajowe:
- 94
- 88
- 40

Drogi Europejskie:
- E40

Autostrady:
- A4